# محوطه دارامام رضا
محوطه دارامام رضا مربوط به عصر آهن - دوره اشکانیان است و در شهرستان خرم‌آباد، بخش ویسیان، دهستان شوراب، روستای غلامان سفلی واقع شده و این اثر در تاریخ ۱۳ آبان ۱۳۸۶ با شمارهٔ ثبت ۱۹۸۱۳ به‌عنوان یکی از آثار ملی ایران به ثبت رسیده است.